# 248
248 је била преступна година.

## Догађаји
- Побуне Пакацијана у Мезији и Јотапијана у Сирији угушио је сенатор Трајан Деције, по наређењу цара Филипа Арабљанина.
- Римско царство наставља прославу 1000. годишњице Рима, са „Секуларним играма“, које је организовао цар Филип Арабљанин.
- Џунгчон постаје владар корејског краљевства Когурјо (до 270. године).
- Кипријан, хришћански писац берберског порекла, постаје епископ Картагине.
- Ориген пише дело у осам томова, критикујући паганског писца Келсуса.